# Piégon
Piégon is een gemeente in het Franse departement Drôme (regio Auvergne-Rhône-Alpes) en telt 239 inwoners (2004). De plaats maakt deel uit van het arrondissement Nyons.

## Geografie
De oppervlakte van Piégon bedraagt 10,3 km², de bevolkingsdichtheid is 23,2 inwoners per km².

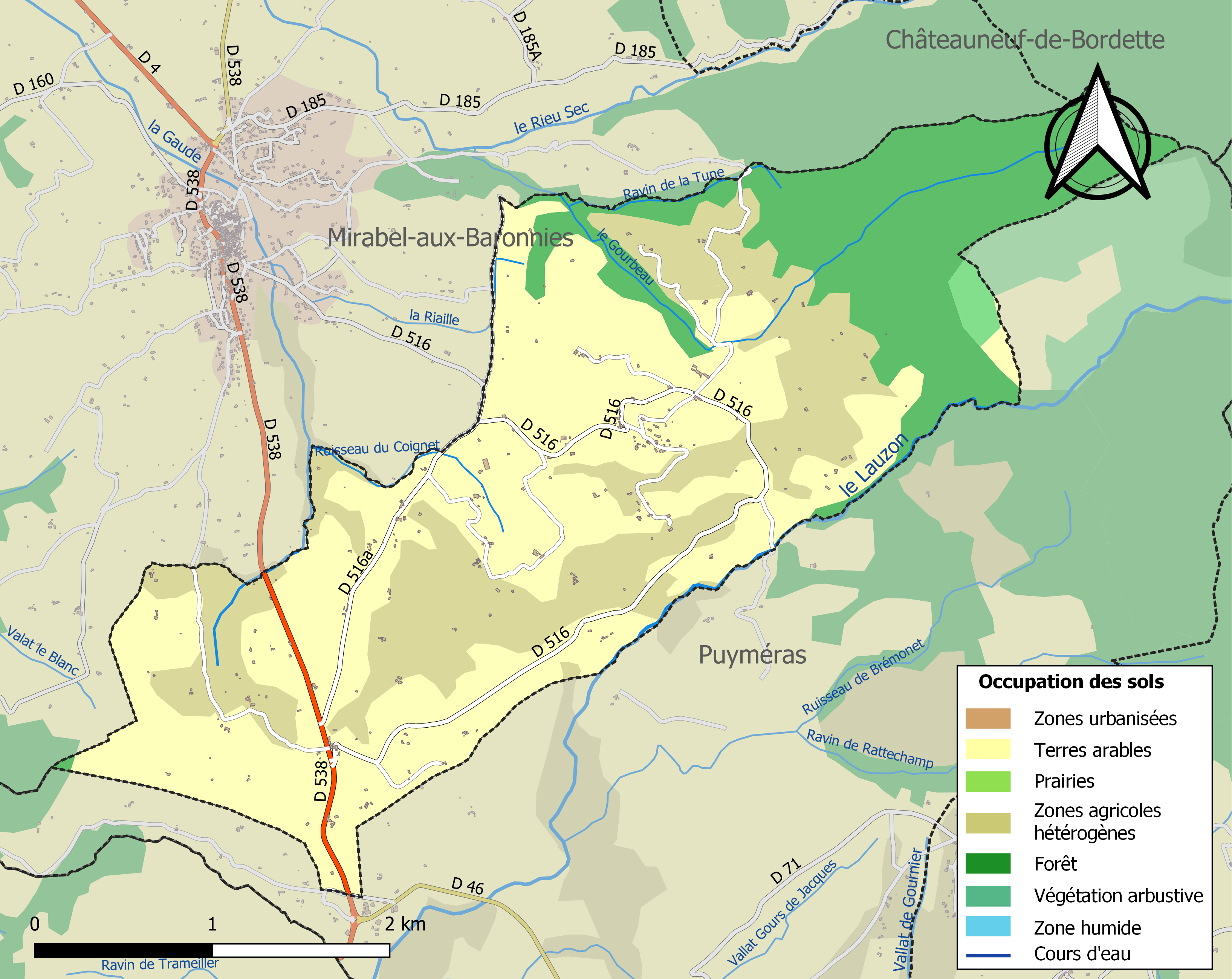
Kaart van de gemeente met belangrijkste infrastructuur, bodemgebruik en omliggende gemeenten

## Demografie
Onderstaande figuur toont het verloop van het inwonertal (bron: INSEE-tellingen).